# الغابة المتحجرة
الغابة المتحجرة هو فيلم درامي أمريكي صدر عام 1963، ويدور حول مجموعة من شخصيات رعاة البقر التي تجتمع في مطعم في ولاية أريزونا الأمريكية.
تشتد الأحداث والتوتر في المطعم بسبب وُجود اللص (دوق مانتين) الذي تحصن داخل المطعم. يبدأ الحوار بين الشخصيات المختلفة، والتي تتحدث عن الحياة والحب والموت والسياسة والفن، مما يجعل الفيلم يعتمد اعتمادا كبيرا على الحوارات الممتعة والمثيرة.